# Harland Williams
Harland Williams (Toronto, 14 de Novembro de 1962) é um ator, comediante, escritor, artista, músico e personalidade do rádio canadense-americano. Ele participou em vários filmes como Dumb and Dumber, Freddy Got Fingered, RocketMan e Son of the Mask.